# Heinrich Seck
Heinrich August Seck (* 14. Juni 1895 in Oberhausen; † 9. Mai 1947 in Stadt Wehlen) war ein deutscher Oberlandeskirchenrat der Evangelisch-Lutherischen Landeskirche Sachsen, der die Landeskirchliche Pressestelle leitete und Mitarbeiter des Instituts zur Erforschung und Beseitigung des jüdischen Einflusses auf das deutsche kirchliche Leben war.

## Leben und Wirken
Seck stammte aus dem Rheinland. Er war 1925 als römisch-katholischer Kaplan in Köln tätig. 1930 konvertierte er zur evangelisch-lutherischen Kirche, nachdem er einige Jahre in Dresden als Lehrer gelebt und dort 1926 auch geheiratet hatte. 1930 wurde er zunächst evangelisch-lutherischer Vikar und ein Jahr später Pfarrer in der Stadt Königsbrück. Nach der „Machtergreifung“ der Nationalsozialisten kehrte er nach Dresden zurück und wurde Pressepfarrer im Landeskirchenamt des Freistaates Sachsen. Ende 1935 wurde Seck von der Leitung der Landeskirchlichen Pressestelle entbunden, da die ephoralen Pressestellen aufgelöst wurden. Zuvor war er auch Herausgeber der Sächsischen Evangelischen Korrespondenz und des Kirchlichen Gemeindeblattes. Im August 1937 wurde Seck wieder Hauptschriftleiter des Kirchlichen Gemeindeblattes und wurde 1938 zum Oberlandeskirchenrat befördert. In dieser Eigenschaft und als Mitglied der Deutschen Christen war er Mitarbeiter am Institut zur Erforschung und Beseitigung des jüdischen Einflusses auf das deutsche kirchliche Leben und wurde deshalb nach Ende des Zweiten Weltkrieges 1945 aus dem aktiven Kirchendienst entlassen. Er zog in die Sächsische Schweiz, wo er im Alter von 51 Jahren in Stadt Wehlen starb.

## Schriften (Auswahl)
- Im Ringen um die Volkskirche. In: Friedrich Coch (Hrsg.): Christenkreuz und Hakenkreuz. Monatsblätter für deutsches Christentum. Deutsche Christen, Weimar 1933, Heft. 1.
- Um die Wahrheit! (Flugschrift). [1933].
- Für Kirche, Recht und Bekenntnis. Eine Antwort an den Landesbruderrat der Bekenntnisgemeinschaft. Landeskirchliche Nachrichten- und Pressestelle [Dresden 1934].
- Ein Jahr nationalsozialistische Kirchenführung in Sachsen. In: Dresdner Anzeiger vom 2. September 1934.